# Mercado Nürnberg
Das Mercado Nürnberg (von spanisch Mercado Markt) ist ein Einkaufszentrum im Nürnberger Stadtteil Schoppershof.

## Vorgeschichte
Am heutigen Standpunkt des Mercado stand früher das Linde-Stadion. Als die Stadt Nürnberg den Bau einer neuen Eissporthalle mit der Arena Nürnberg beschloss, wollte man zunächst das freigewordene Linde-Gelände als Wohngebiet nutzen. Da sich kein Investor fand, kam 1997 die Idee eines Einkaufszentrums auf, damals unter dem Namen Linde-Center.
Im Juni 2001 begann man mit den Abbrucharbeiten des Eisstadions, im Oktober 2001 erfolgte die Grundsteinlegung für das Mercado, Richtfest war im November 2002 und Eröffnung feierte man am 4. September 2003. An den ersten drei Eröffnungstagen besuchten 300.000 Leute das neue Einkaufszentrum. Mittlerweile hat sich das Mercado als Einkaufsmöglichkeit in der Nürnberger Nordstadt, auch gegenüber der Innenstadt, etabliert.

## Einkaufszentrum
Die Verkaufsfläche des Mercado beläuft sich auf ca. 20.000 Quadratmeter, die Bürofläche auf 7.650 Quadratmeter. Auf zwei Ebenen sind insgesamt rund 80 Fachgeschäfte, darunter Bekleidungs-, Lebensmittel- und Schmuckgeschäfte, sowie Dienstleistungsbetriebe, Warenhäuser, Restaurants und Cafés untergebracht. Im vom Einkaufszentrum abgetrennten Bürobereich findet man auf 3 Ebenen Ärzte, ein Tanzstudio und den Radiosender Energy Nürnberg. Es stehen 1650 Parkplätze zur Verfügung. Mercado ist Eigentum des offenen Immobilienfonds CS Euroreal, der sich derzeit in Abwicklung befindet. Der gutachterlich festgestellte Verkehrswert betrug zum 31. März 2015 € 138,7 Mio.

### Lage
Das Mercado Nürnberg befindet sich in der nordöstlichen Außenstadt Nürnbergs im Stadtteil Schoppershof, zwischen dem Leipziger Platz und der Kreuzung Stadtring / Bayreuther Straße. In unmittelbarer Nähe befindet sich der Verkehrsknotenpunkt Nordostbahnhof, der von den Buslinien 30, 35, 45, 46, 49, 65 und 95, der U-Bahn-Linie U2 und der Regionalbahnlinie RB21 angefahren wird. Des Weiteren ist das Einkaufszentrum per Auto von der Abfahrt Nürnberg-Nord der A3 über die Bayreuther Straße (B2) zu erreichen.